# Dirk Cussler
Dirk Cussler, född 1961, är son till författaren Clive Cussler. Han är medförfattare till flera äventyrsromaner med huvudpersonen Dirk Pitt, däribland Svart vind, Djingis Khans hemlighet och Striden om Arktis.
Dirk Cussler har en MBA från Berkeley och arbetade under många år i den finansiella sektorn innan han började hjälpa sin far med att skriva de senare romanerna i Dirk Pitt-serien. Dirk Cussler spelar också en stor del som ordförande och ledamot av styrelsen i den ideella stiftelsen National Underwater and Marine Agency (NUMA), som grundades av hans far.